# قرمز النيلة
قرمز النيلة (بالإنجليزية: indigo carmine)‏ هو ملح عضوي مشتق من صبغة النيلة بالسلفنة العطرية التي تجعل المركب ذائبًا في الماء. وافق كل من الولايات المتحدة والاتحاد الأوروبي على استخدام المركب ملونًا غذائيًّا. لقرمز النيلة رقم إي E132، ويُسمى Blue No. 2 في قانون الغذاء والدواء ومواد التجميل. وهو أيضًا مؤشر للأس الهيدروجيني.

## الاستخدامات

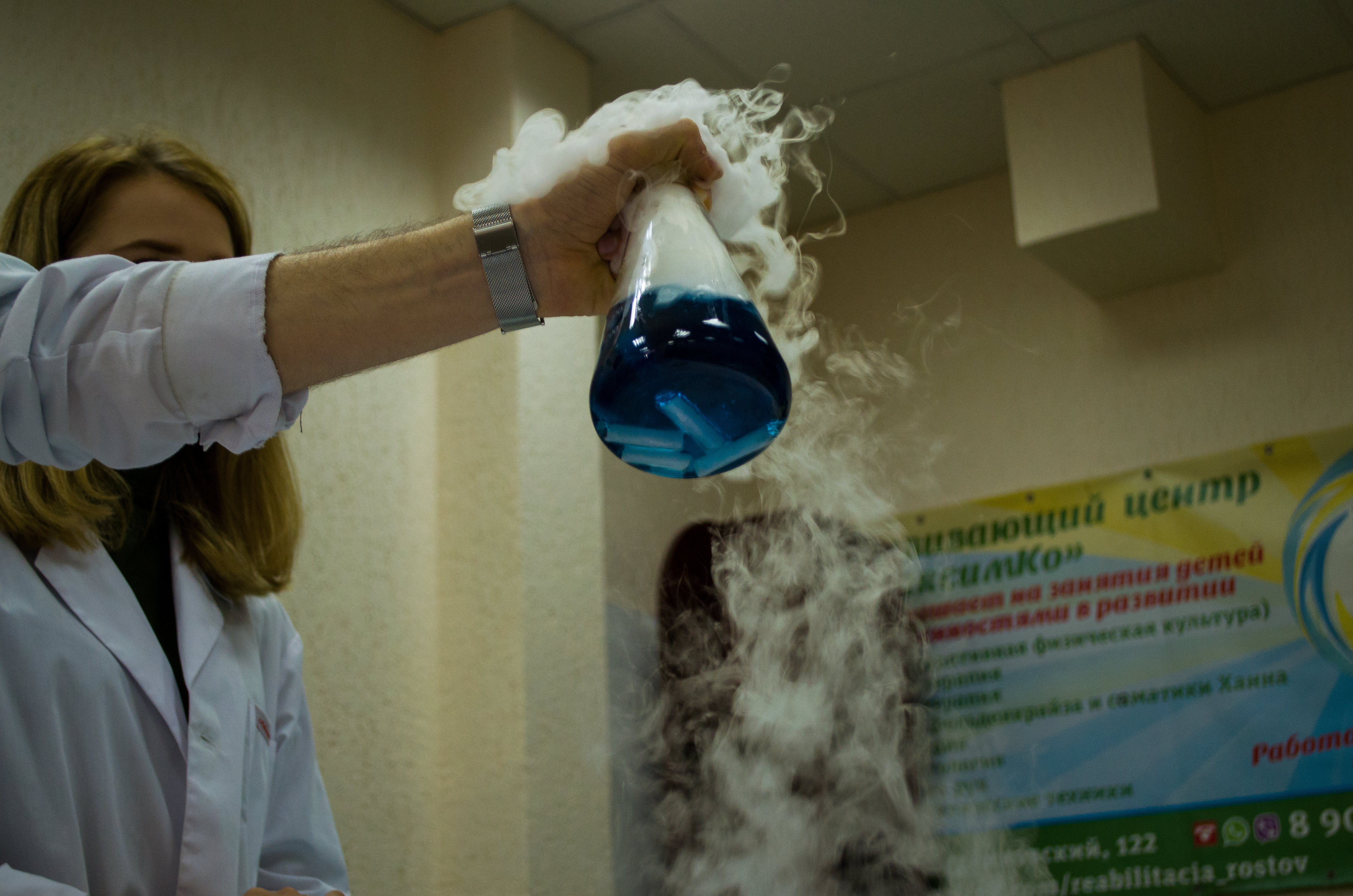
تجربة استخدام قرمز النيلة مُؤشِّرًا.

يزرق قرمز النيلة في محلول مائي بتركيز 0.2% عند الرقم الهيدروجيني 11.4، ويصفر عند 13.0. وهو أيضًا مؤشر للأكسدة والاختزال، حيث يتحول إلى اللون الأصفر عند الاختزال. كما يُستخدم مؤشرًا للأوزون المُذاب.